# سنتينل (رادار)
رادار إيه إن/إم بي كيو-64 سنتينل (بالإنجليزية: AN/MPQ-64 Sentinel)‏ هو نظام راداري ثلاثي الأبعاد بصفيف طوري، وهو رادار نبضي دوبلر Pulse-Doppler radar يعمل في النطاق إكس لاكتشاف التهديدات المحمولة جواً وتتبعها وتحديدها وتصنيفها والإبلاغ عنها، بما في ذلك المروحيات والطائرات ثابتة الجناح عالية السرعة والصواريخ الجوالة والمركبات الجوية غير المأهولة. ويقوم رادار المراقبة هذا باكتشاف وتتبع التهديدات بمدى يفوق عدة أضعاف المدى الخاص بالأسلحة القصيرة المدى، مما يوفر إنذارًا مبكرًا للطواقم الأرضية ويدعم أقصى مدى للاشتباك.

## خلفية تاريخية
في البداية كانت شركة طائرات هيوز هي من قامت بابتكار وإنتاج الرادار سنتينل (وتعني الحارس بالعربية)، وذلك قبل أن تقوم شركة رايثيون بالاستحواذ على هيوز في العام 1997، واستمرت راثيون بإنتاج الرادار سنتينل، حتى قامت كل من رايثيون الأمريكية وتاليس جروب الفرنسية -في العام 2001- بتأسيس شركة جديدة باسم تاليس رايثيون سيستمز

## التصميم والحركية
يتم تثبيت الرادار سنتينل في الجزء الخلفي من مركبة تكتيكية خفيفة من إحدى فئات المركبات 4 × 4. وتوفر النسخة MPQ-64F1 بيانات ثلاثية الأبعاد عن الموقع والسرعة لكل تهديد يتم اكتشافه، وذلك دون الحاجة إلى رادار مخصص. توفر إمكانية الكشف والتتبع هذه بيانات الاستهداف إلى مركز توزيع النيران.

ويمكن نقل هذا الرادار في وقت قصير وبسهولة بواسطة طائرة C-130 أو محمولاً بالحبال (معلقاً) بواسطة مروحية شينوك CH-47. كما يمكن سحبه بعربة هامفي.

## التصنيع والتكلفة
تقوم بإنتاج رادار إيه إن/إم بي كيو-64 سنتينل -في الوقت الحالي- شركة تاليس رايثيون سيستمز التي أُنشأت بملكية مشتركة بين كل من رايثيون وتاليس جروب بنسبة 50% لكل منهما. كما تقوم الشركة بتوفير مجموعات للتحديث، والتي تزود رادار سنتينل بنطاقات كشف واكتساب أكبر، وتحسن من عملية تصنيف الأهداف، وتوفر قدرات كشف أكبر للأهداف الصغيرة في كل من البيئات الواضحة والمزدحمة.

أما تكلفة الوحدة الواحدة من هذا الرادار فتختلف -من صفقة إلى أخرى- وفقاً للعديد من العوامل. وعلى سبيل المثال فإن وزارة الخارجية بالولايات المتحدة الأمريكية كانت قداتخذت قرارًا بالموافقة على بيع عسكري أجنبي محتمل لمصر لرادارات سنتينل والمعدات ذات الصلة والتدريب والدعم. وسلمت وكالة التعاون الأمني الدفاعي الشهادة المطلوبة لإبلاغ الكونجرس بهذا البيع المحتمل في 16 سبتمبر 2016. ووفقاً لما أعلنته وكالة التعاون الأمني الدفاعي الأمريكية، فإن تكلفة صفقة بيع 8 أنظمة من رادار سنتينل بنسخته المطورة AN/MPQ-64F1، مع البرمجيات والتدريب، وقطع الغيار ومعدات الدعم والكتيبات الفنية، وأنظمة الراديو أحادية القناة الأرضية والمحمولة جواً (SINCGARS) فئة VRC-92E و16 مركبة مدولبة متعددة الأغراض عالية الحركة هامفي مع 152 مجموعة من حاملات المأوى Shelter Carrier Kit، بلفت 70 مليون دولار أمريكي. ويتضمن هذا المبلغ، القيمة التقديرية الفعلية للرادارات الثمانية وهي 40 مليون دولار أمريكي. مما يشير إلى أن تكلفة الرادار الواحد هي 5 ملايين دولار أمريكي.
في يونيو 2016، تسلمت لاتفيا أول رادارين من أصل أربعة رادارات سنتينل كانت قد تعاقدت عليهم في عملية شراء تزيد قيمتها عن 22 مليون دولار. وتشمل الصفقة أيضاً مركبات ومقطورات هامفي، بالإضافة إلى تدريب المشغلين والصيانة.

## إدارة ساحة المعركة المتكاملة
يقوم مركز القيادة للرادار سنتينل بتنشيط أوامر التحكم في الأسلحة وتوفير اقتران «السلاح-بالهدف». كما يسمح تكوين رادار سنتينل أيضًا، للأسلحة والرادارات ومراكز القيادة بالعمل من مواقع ساحة المعركة المنتشرة على نطاق واسع. ويوفر تنبيهاً وتلقيناً بالأهداف لمجموعة متنوعة من الأسلحة، بما في ذلك صواريخ هوك، وصواريخ أمرام نسخة سطح-جو «كما في حالة المنظومة NASAMS»، وصواريخ ستينجر، والمدافع المضادة للطائرات، وأسلحة أخرى من فئات الدفاع الجوي قصير المدى والدفاعات الجوية ذات المدى القصير جداً.

### إدارة ساحة المعركة[3]
- الإنذار (وقت الاستعداد للاشتباك)

- التلقين (توجيه تلقائي للأسلحة)

- وظائف إدارة المعركة:
- تعريف الطائرات
- التعرف على الصورة الجوية
- إدارة المجال الجوي

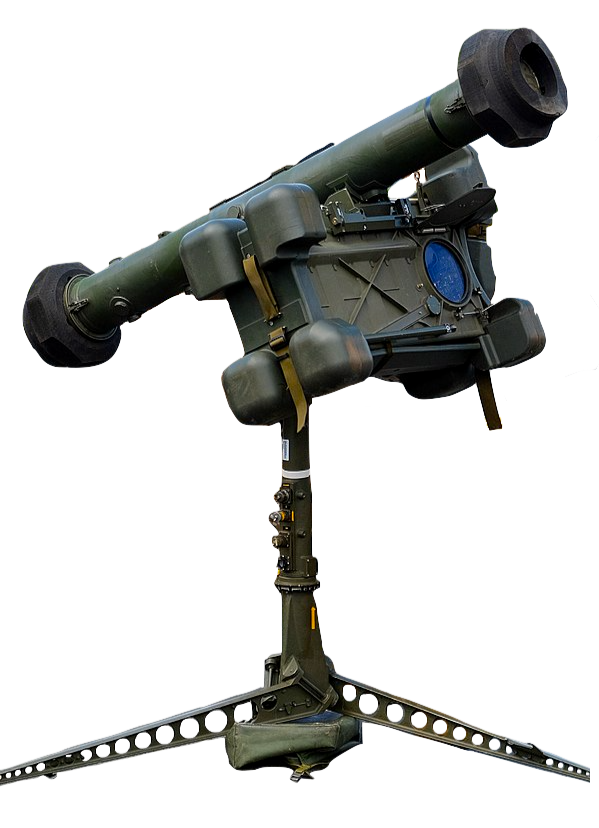
منظومة RBS-70 من لاتفيا، والتي تستفيد من دعم الرادار سنتينل

- التحذير وإدارة التهديدات من القوات الصديقة
- تسجيل السيناريوهات والمعارك
- قواعد الاشتباك
- الوعي الظرفي
- إقران سلاح-بالهدف
- ارتباط بالمسار
- أوامر السيطرة على الأسلحة

## تطبيقات الرادار سنتينل
الرادار سنتينل هو مكون رئيسي من مكونات منظومة صواريخ سام النرويجية المتقدمة NASAMS المعتمدة في تسليحها على الصاروخ أمرام الأمريكي.

كما أنه مكون رئيسي للنسخة المطورة من الصاروخ الأمريكي هوك-21 MIM-23 Hawk أو ماتعرف بالنسخة XXI.

ويعمل بتوافق تام مع الصاروخ الكتفي سطح-جو ستينجر FIM-92 Stinger فهو بالتالي مُعين ممتاز للمنظومة أفينجر AN/TWQ-1 Avenger المعتمدة في تسليحها على الصاروخ ستينجر.
قامت لاتفيا بربط رادارات سنتينل بأنظمة الدفاع الجوي آر بي إس-70 (RBS-70) التي تستخدم للدفاع عن البنية التحتية الحيوية.

## التطوير

شعار شركة لوكهيد مارتن

في سبتمبر 2019، حصلت شركة لوكهيد مارتن (المدرجة في بورصة نيويورك تحت الرمز: NYSE: LMT) على عقد بقيمة 281 مليون دولار من قبل جيش الولايات المتحدة لتطوير نظام رادار سنتينل إيه4 (Sentinel A4). وهو تعديل عالي الأداء لرادار الدفاع الجوي والصاروخي AN/MPQ-64A3 والذي يعرف أيضاً باسم MPQ-64F2. وسيوفر التعديل سنتينل إيه4 تحديثات لتحسين قدرة سنتينل الحالية ضد صواريخ كروز والأنظمة الجوية غير المأهولة (درونات) والجناح الدوار (مروحيات) وتهديدات الطائرات ذات الأجنحة الثابتة.

عقد لوكهيد مارتن -المشار إليه- تم بغرض الحصول على 18 نظام رادار سنتينل إيه4 بتاريخ اكتمال تقديري في 31 مارس 2026.

## المشغلون

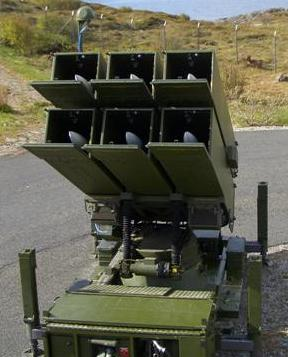
منظومة صواريخ سطح-أرض النرويجية المتقدمة NASAMS، إحدى المنظومات المعتمدة على الرادار سنتينل

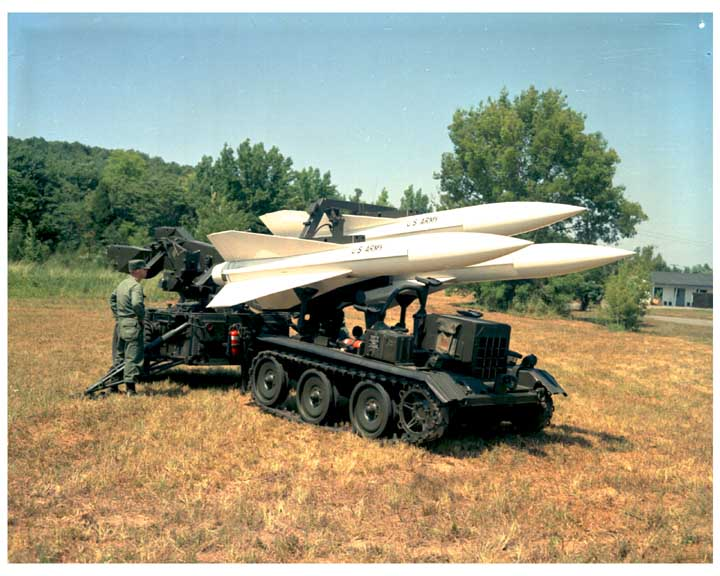
رادار سنتينل يوفر إنذاراً مبكراً لمنظومات قصير ومتوسطة المدى، ومنها منظومة الصواريخ هوك (بالصورة)

تتضمن هذه الفقرة معلومات تم مطابقتها مع محتويات قواعد بيانات معهد ستوكهولم الدولي لأبحاث السلام
 إسبانياحصلت أسبانيا على 4 رادارات سنتينل فيما بين العامين 2002 و2003 كجزء من منظومة الداع الجوي الصاروخية NASAMS النرويجية المنشأ.
 العراقحصل العراق على 13 رادار سنتينل فيما بين العامين 2013 و2014.
 المغرباستلمت المغرب فيما بين العامين 2012 و2013 حوالي 8 رادارات سنتينل من النسخة MPQ-64F1.
 المكسيكاشترت المكسيك 4 رادارات سنتينل عام 2006، بصفقة بلغت قيمتها 26 مليون دولار أمريكي.
 النرويجفيما بين العامين 1988 و1990، حصلت النرويج على 25 رادار سنتينل. تضمنت هذه الرادارات 18 راداراً لمنظومات هوك المطورة بالنرويج (HAWK (NOAH ومنظومة واحدة للتدريب.

واستحوذت النرويج كذلك على 24 منظومة رادار سنتينل أخرى فيما بين العامين 1995 و1998 من أجل منظومات الدفاع الجوي النرويجية NASAMS.
 الهندفي عام 2020 طلبت حكومة الهند شراء نظام متكامل لأسلحة الدفاع الجوي (IADWS) من الولايات المتحدة الأمريكية. والذي يتألف من مكونات عدة، ومن بينها 5 رادارات سنتينل من النسخة MPQ-64Fl.
 تركياحصلت تركيا على 5 رادارات سنتينل فيما بين العامين 1999 و2001 لتستخدم مع الصواريخ ستينجر Fim-92.

ثم حصلت في عام 2005 على 8 رادارات أخرى للعمل مع 8 أنظمة هوك محدثة I-HAWK SAM.
 تشيليستة أنظمة من الرادار سنتينل، تسلمتهم تشيلي فيما بين العامين 2013 و2015.
 عُمانفي العام 2016، حصلت سلطنة عُمان على منظومة رادار سنتينل واحدة، كجزء من صفقة لشراء منظومة دفاع جوي نرويجية فئة NASAMS.
 فنلندااستحوذت فنلندا على 14 رادار سنتينل من النسخة MPQ-64F2 من أجل أنظمتها الصاروخية NASAMS النرويجية المنشأ، وقد ورد بموقع Deagel المختص بالشؤون العسكرية أن من بينهم منظومتين لأستونيا.
 قطرطلبت قطر -في العام 2018- التعاقد على عدد غير معلوم من الرادار سنتينل كجزء من منظومة الدفاع الجوي النرويجية NASAMS.
 لاتفياحصلت لاتفيا على 4 رادارات سنتينل من النسخة AN/MPQ-64 F1 عام 2016.
 ليتوانياطلبت ليتوانيا منظومتي سانتينل في العام 2016 من أجل منظومتي دفاع جوي NASAMS.
 مصرتعاقدت مصر على 8 أنظمة من النسخة AN/MPQ-64 F1 في العام 2017.
 المجرتشغل النسخة AN/MPQ-64 F1.